# Saint-Maurice-la-Fougereuse
Pour les articles homonymes, voir Saint-Maurice.
Saint-Maurice-la-Fougereuse est une ancienne commune du centre-ouest de la France, située dans le département des Deux-Sèvres en région Nouvelle-Aquitaine, devenue le 1er janvier 2016 une commune déléguée au sein de la commune nouvelle de Saint Maurice Étusson.

## Géographie
Commune située aux limites des départements des Deux-Sèvres et de Maine-et-Loire.

## Histoire
La paroisse de Saint-Maurice-la-Fougeureuse faisait autrefois partie de l’Anjou jusqu'en juillet 1791. Au Moyen Âge, le village de Saint-Maurice-la-Fougereuse faisait partie des Mauges. Sous l'Ancien Régime, le village dépendait de la sénéchaussée d'Angers.

La sénéchaussée d'Angers en Anjou au XVIIIe siècle.

Le décret du 3 janvier 1790 qui bouleversa l'antique division territoriale de la France avait laissé Saint-Maurice-la-Fougereuse au département nouveau du Maine-et-Loire, en l'attribuant au district de Vihiers. En juillet 1791, la commune passa au département des Deux-Sèvres et fut rattachée au district de Thouars. En 1805, le siège du district ou arrondissement fut transféré à Bressuire. Depuis cette époque, c'est de cet arrondissement et du canton de Mauléon que dépend Saint-Maurice-la-Fougereuse.

## Politique et administration

### Liste des maires
| Période                                  | Période       | Identité           | Étiquette | Qualité |
| ---------------------------------------- | ------------- | ------------------ | --------- | ------- |
| Les données manquantes sont à compléter. |               |                    |           |         |
| mars 2008                                | décembre 2015 | Jean-Pierre Brunet |           |         |

## Population et société

### Démographie
L'évolution du nombre d'habitants est connue à travers les recensements de la population effectués dans la commune depuis 1793. À partir du 1er janvier 2009, les populations légales des communes sont publiées annuellement dans le cadre d'un recensement qui repose désormais sur une collecte d'information annuelle, concernant successivement tous les territoires communaux au cours d'une période de cinq ans. 
Pour les communes de moins de 10 000 habitants, une enquête de recensement portant sur toute la population est réalisée tous les cinq ans, les populations légales des années intermédiaires étant quant à elles estimées par interpolation ou extrapolation. Pour la commune, le premier recensement exhaustif entrant dans le cadre du nouveau dispositif a été réalisé en 2008,.
En 2013, la commune comptait 538 habitants, en évolution de −2 % par rapport à 2008 (Deux-Sèvres : +1,97 %, France hors Mayotte : +2,49 %).
| 1793  | 1800 | 1806 | 1821 | 1831 | 1836 | 1841 | 1846 | 1851  |
| ----- | ---- | ---- | ---- | ---- | ---- | ---- | ---- | ----- |
| 1 119 | 508  | 864  | 808  | 806  | 869  | 875  | 951  | 1 001 |

| 1856  | 1861  | 1866  | 1872  | 1876  | 1881  | 1886  | 1891  | 1896 |
| ----- | ----- | ----- | ----- | ----- | ----- | ----- | ----- | ---- |
| 1 084 | 1 117 | 1 148 | 1 140 | 1 132 | 1 067 | 1 135 | 1 081 | 981  |

| 1901 | 1906 | 1911 | 1921 | 1926 | 1931 | 1936 | 1946 | 1954 |
| ---- | ---- | ---- | ---- | ---- | ---- | ---- | ---- | ---- |
| 962  | 985  | 992  | 888  | 901  | 893  | 877  | 876  | 891  |

| 1962 | 1968 | 1975 | 1982 | 1990 | 1999 | 2008 | 2013 | - |
| ---- | ---- | ---- | ---- | ---- | ---- | ---- | ---- | - |
| 880  | 776  | 709  | 650  | 618  | 511  | 549  | 538  | - |

## Économie

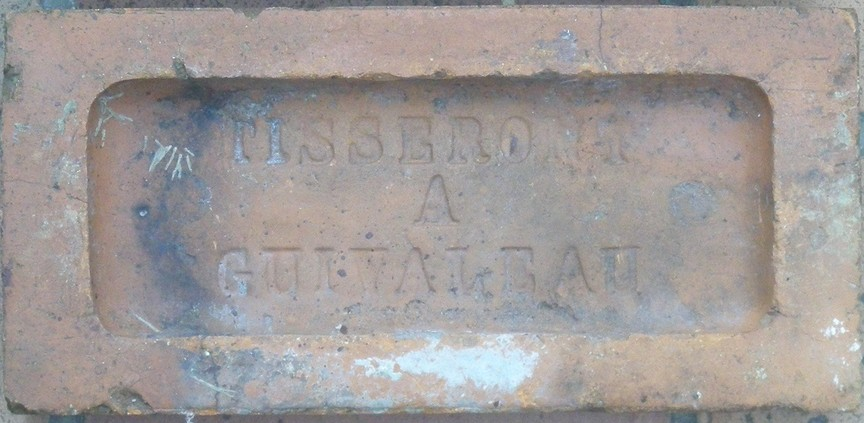
Marque de Tisseront à Guivaleau.

Une tuilerie-briqueterie a fonctionné à Guivaleau (sur la route d'Étusson) à la fin du XIXe siècle, sous la direction de Joseph Tisseront.

## Culture locale et patrimoine

### Lieux et monuments
- Étangs de Beaurepaire (100 ha) et de la Grippière.
- Bois d'Anjou (500 ha) et de Noirpin.
- Vallée de l'Ouère aux coteaux escarpés.
- Vestiges du château des seigneurs de la Haye-Fougereuse.
- La cheminée du Diable, vestige d'un manoir détruit pendant la guerre de Cent Ans.
- Vestiges du prieuré de la Fougereuse : porche, abside, porte sculptée.

### Personnalités liées à la commune
- Christiane Eda-Pierre, (1932-2020), soprano française y vivait et y est morte[6].